# Arrecifes (Argentina)
Arrecifes es una ciudad argentina, ubicada al norte de la provincia de Buenos Aires. Es cabecera del partido homónimo que incluye las localidades de Todd y Viña. Se ubica sobre el km 176 de la Ruta Nacional 8 a 50 km de la ciudad de Pergamino (Buenos Aires).

## Población
Cuenta con 26 400 habitantes (Indec, 2010), lo que representa un incremento del 8,5 % frente a los 24,336 habitantes (Indec, 2001) del censo anterior.
| Gráfica de evolución demográfica de Arrecifes entre 1869 y 2010 |
|                                                                 |
| Fuentes: INDEC                                                  |

## Toponimia e himno
Debe su nombre al río homónimo que la cruza, cuya principal característica son los arrecifes existentes en el lecho del mismo, existiendo una leyenda, la leyenda de los Arrecifes, difundida por el Dr. Luis Pacuse, quien fuera historiador del pueblo.
Entre los pobladores, se comenta que el nombre proviene del "Camino de los Arrecifes", el cual los españoles recorrían en las épocas de la conquista, creyendo que se encontraban en las Indias, queriendo llegar a Australia y a los "Arrecifes de coral" que se encuentran en el citado continente. Esto fue desmentido por uno de sus fundadores, en la época de la colonia, argumentando que Australia se encontraba muy lejana a dicha ciudad. Sin embargo, dicho nombre sentó bien al pueblo y le fue adjudicado a este, manteniéndose hasta el presente.
En mayo de 2004 se crea el Himno de Arrecifes, en un concurso organizado por el Rotary Club Arrecifes (Decreto N.° 359 del Concejo Deliberante). Fue compuesto por la docente Mónica Eggimann y musicalizado por el profesor Adrián Charras. La letra cuenta el relato popular de Itahí, que según la leyenda, era la hija de un cacique querandí que habitaba la zona. Ella salió a pasear por la orilla del río y, de repente, se encontró con un grupo de jinetes que en la margen opuesta buscaban un lugar para cruzar el cauce de agua y seguir su camino. Itahí se sintió muy atraída por uno de los extraños expedicionarios y quiso ayudarlos a cruzar el río, y para ello comenzó a arrojar piedras al lecho para formar un paso en el agua. Sin entender su esfuerzo, el jinete partió.

## Ferrocarril
Se sitúa la Estación Arrecifes sobre el ramal Ramal Victoria - Capilla - Vagués - Pergamino del Ferrocarril General Mitre.
El ferrocarril de Arrecifes no posee ningún servicio de transporte de pasajeros activo en marzo de 2020. Los últimos trenes que circulan son de carga, para transporte de cereal por medio de empresas privadas.

## Economía y deporte
Las principales actividades son la agrícola-ganadera, la industria de la confección. La ciudad es conocida como «Cuna de Campeones» del automovilismo nacional.Destacan los pilotos José Froilán González, la familia Di Palma ( Luis Di Palma, Marcos Di Palma, José Luis Di Palma y hermanos), Norberto Fontana, Valentín Aguirre y Agustín Canapino. En el fútbol, han surgido figuras como Pablo Zabaleta (West Ham), Julio Saldaña "Chongui" (exjugador de Newell's Old Boys y también de la Selección Nacional) y algunos otros que se han desenvuelto en la Primera División del fútbol argentino, además del club Almirante Brown, que ha llegado a disputar algunas ediciones de la Primera B Nacional.
En lo que respecta al deporte femenino, este brilla por su múltiples talentos: Lourdes Palavecino se destaca como delantera y goleadora en Rosario Central, durante su segunda temporada en la Liga Femenina de Primera División. En pádel, Belén Mosca ha logrado posicionarse en el 4° lugar del ranking nacional y también suma puntos en el ranking mundial. En el mundo del hockey, Sofía Frontera forma parte de la selección argentina sub-16, destacándose en su gira por Mendoza y Chile. 
En el ámbito del vóley, Victoria Zabala, consagrada con varios títulos en la Liga Argentina de Vóley, está cerca de alcanzar una nueva final. Selene Martínez se ha consolidado como titular en Deportivo Soan, que competirá en los playoffs de la Liga Nacional Peruana. Además,y Ludmila Giandana ha ascendido a la primera división con Normal 3 de Rosario.

## Fiestas populares
- Fiesta del Automovilismo, es la fiesta más importante y emblemática de Arrecifes. Suele contar con la participación de los principales pilotos de la ciudad.
- Fiesta del Estudiante, realizada por la Escuela Normal Superior de Arrecifes (ENSA) para que los alumnos de los distintos establecimientos de la ciudad participen en competencias en las que se evalúa el vestuario, la coreografía y el baile. Es una de las fiestas más importantes para los adolescentes.
- Baile del Egresado organizado desde 1961 por el Club de Leones, donde los alumnos egresados de todos los colegios hacen la tradicional bajada.
- Dakar 2016, el prólogo del Rally Mundial se corrió el 2 de enero de 2016 en Arrecifes.
- Fiesta de la Primavera.
- Fiesta Artesanal del Lechon, 1° de mayo.
- Fiesta Nacional del Cicloturismo. Mes de octubre.

## Personalidades

### Pilotos de automovilismo
- Ángel Lo Valvo, primer campeón de Turismo Carretera en 1939.
- José Froilán González, primera victoria de la marca Scuderia Ferrari en un gran premio de Fórmula 1. Primer americano en ganar las 24 Horas de Le Mans, subcampeón mundial de Fórmula 1 en 1954.
- Carlos Alberto Pairetti, campeón de Turismo Carretera en 1968.
- Luis Rubén Di Palma, campeón de Turismo Carretera en 1971 y de TC 2000 en 1983.
- Néstor Jesús García Veiga, expiloto de Turismo Carretera, Campeón de Sport Prorotipo Argentino en 1970 y Fórmula 1 Mecánica Argentina en 1973.
- Carlos Marincovich, expiloto de TC y SPA.
- José Luis Di Palma, expiloto de Turismo Carretera, hijo de Luis Rubén, Campeón F2 Británica en 1994.
- Norberto Fontana, expiloto de Fórmula 1, campeón de TC2000 y TC.
- Patricio Di Palma, campeón de Turismo Nacional, hijo de Luis Rubén.
- Marcos Di Palma, expiloto de Turismo Carretera y Top Race, hijo de Luis Rubén.
- Rubén Bulla, expiloto de Turismo Carretera, quíntuple campeón de Supercart.
- Juan Cruz Álvarez, expiloto GP2 y piloto de Top Race.
- Alberto Canapino, piloto y preparador de automóviles de competición argentino.
- Agustín Canapino, campeón de Turismo Carretera en 2010, 2017 , 2018 y 2019; heptacampeón de Top Race V6.
- Nicolás Trosset, campeón de Fórmula Renault Argentina y piloto de TC.
- Luis José Di Palma, piloto de Turismo Carretera. Hijo de José Luis y nieto de Luis Rubén.
- Valentín Aguirre, campeón de TC Pista en 2017, piloto de TC.

### Futbolistas
- Pablo Zabaleta (criado desde niño), defensor del West Ham (Inglaterra) y la selección argentina.
- Pedro Joaquín Galván, volante de Bnei Yehuda de Israel.
- Victoriano Dominé, exjugador de Vélez Sarsfield y la selección argentina.
- Julio Saldaña, exjugador de Newell's Old Boys, Boca Jrs. y la selección argentina.
- Martín Ríos, exjugador de Huracán y Ferro Carril Oeste.
- Horacio Rodríguez, exjugador de Estudiantes de La Plata y River Plate, entre otros.

### Otros
- Ricardo Gutiérrez, médico y escritor.
- Juan José Oppizzi, escritor.
- Leandro Gabilondo, poeta.
- Alejandro Gómez Monzón, poeta.
- Pedro Mihovilcevic, científico, ingeniero técnico del Radar Malvinas en el conflicto de 1982.
- Mariel Di Lenarda, locutora y conductora de radio.
- Ezequiel Jesús López, Campeón Mundial de Tango 2015.
- Ariel Cárdenas, escritor.
- Victoria Zerdá , poeta.

## Barrios
- Barrio Las Flores
- Barrio La Cumbre
- Barrio Villa Sanguinetti
- Barrio La Valle
- Barrio La Molina
- Barrio Fonavi
- Barrio Cañada
- Barrio Palermo
- Barrio El Lago
- Barrio El Sol
- Barrio San Agustín

## Turismo
Arrecifes tiene como mayor atractivo el balneario, que se encuentra a pocos metros del casco principal de la ciudad, donde se puede disfrutar de su playa, sus aguas, y también del contacto con la naturaleza y la historia.
En la plaza central de la ciudad está ubicado el Monumento al Inmigrante, de más de 7 metros de altura y único en su tipo en Latinoamérica, obra del escultor argentino Leo Vinci.
La Ciudad consta de varios circuitos turísticos que incluyen: Visita al monumento de Rubén Luis Di Palma, ermita de la Virgen de Medjugorge, Cristo tallado en madera gigante, circuito automovilístico costanero, ruinas del viejo molino harinero y ruinas de su represa sobre el río Arrecifes, sepulcros de corredores de automovilismo oriundos de Arrecifes, museo y archivo histórico, museo automovilístico José Froilán González, monumento a Ángel Lo Valvo, entre otros. Arrecifes fue declarada "Cuna de Campeones del Automovilismo Deportivo" El importante reconocimiento fue otorgado por la Cámara Diputados bonaerense a la Ciudad de ARRECIFES por haber trascendido a lo largo de todas las épocas en el deporte automovilístico, tanto a nivel Provincial, Nacional como Internacional, gracias a la notable actuación de los eximios pilotos – aficionados y profesionales- oriundos de la localidad.
Además, la ciudad de Arrecifes cuenta con el Museo y Archivo Histórico de Arrecifes, que fue creado por ordenanza municipal n.º 101 el 2 de junio de 1968 e inaugurado el 9 de julio de ese mismo año. En el año 1983 su acervo es trasladado aparte del edificio que antiguamente había ocupado el ex mercado municipal. Hoy el Museo abre sus puertas con nuevas propuestas, exposiciones, muestras, presentando su patrimonio de una forma novedosa y original, garantizando la sorpresa e interacción directa con el visitante, fusionando la historia y el arte de la región.
Circuito Histórico: Un recorrido por los lugares que marcan el inicio de la ciudad. Entre los atractivos se encuentran: Plaza Bartolomé Mitre. Parroquia San José de los Arrecifes. Edificio Municipal. Escuela N.º 1 (primer edificio escolar de dos plantas de la provincia). Museo y Archivo Histórico.
Circuito Ribereño: paseo por la costa del río Arrecifes, visitando: Balneario Municipal "Costa de los Arrecifes". Ruinas antiguo Molino Harinero. Tajamar, restos de la antigua represa. Club Náutico. ACAMPAR. A través de su curso de agua se encuentran incontables curvas, playadas, recodos y barrancas, lugares ideales para la pesca, el canotaje y el tiempo libre.
Circuito Automovilístico: Denominada "Cuna de Campeones" y "Capital del Automovilismo", la ciudad cuenta con atractivos especiales: Monumento a Rubén Luis Di Palma. Trofeo Inmortal (homenaje a los pilotos fallecidos). Museo Automovilístico "José Froilán González". Circuito Costanero. Bóvedas del cementerio municipal donde descansan los ídolos que hicieron historia en el deporte motor. Talleres emblemáticos.

## Televisión gratuita
En esta ciudad existe una estación transmisora digital terrestre para ver los canales de aire gratuitos de la TDA (Televisión Digital Abierta). Con un alcance (aproximado) de 40 km desde su base.